# Le Pont-Chrétien-Chabenet
Le Pont-Chrétien-Chabenet är en kommun i departementet Indre i regionen Centre-Val de Loire i de centrala delarna av Frankrike. Kommunen ligger i kantonen Argenton-sur-Creuse som tillhör arrondissementet Châteauroux. År 2022 hade Le Pont-Chrétien-Chabenet 934 invånare.

## Befolkningsutveckling
Antalet invånare i kommunen Le Pont-Chrétien-Chabenet
Referens:INSEE